# Nigel Lancaster
Nigel Lancaster (Ulverston, 3 december 1964) is een Engelse PGA Touring Professional golfprofessional in Nederland, hij is tevens eigenaar van golfbaan The Dunes in Zandvoort.

## Golfer
Als 14-jarige jongen speelde al scratch (handicap 0). Toen hij 21 jaar werd hij professional en kwam uit op de Europese PGA Tour. Later speelde hij nog een aantal toernooien van de World Golf Championships. Voordat hij naar Nederland kwam woonde hij in Portugal, Duitsland en Zwitserland.

## Golfbaan
Nigel Lancaster  heeft een negen holes golfbaan aangelegd. De baan heeft een par van 29, de negen holes bestaan uit zeven par-3 holes en twee par-4 holes. Hij ligt in de oude duinen van Zandvoort en is dus een echte links baan.

## Lowlands Pro Golf Tour
Ter aanvulling van het wedstrijdschema van PGA Holland heeft Lancaster in 2012 de Lowlands Pro Golf Tour opgericht, een toernooiserie voor professionals en top-amateurs in Nederland. De eerste editie was op 12 maart op zijn eigen baan en werd gewonnen door Kevin Broekhuis, die twee weken later als teaching pro naar Golfbaan Naarderbos ging.

## Personalia
Nigel woont in Nederland, is getrouwd en heeft een dochter en een zoon.